# Altaposten
Altaposten är en norsk dagstidning som ges ut i Alta i Finnmark fylke. Altaposten grundades 1969 och hade Øystein Dalland som första chefredaktör. År 1988 blev Ulf Jørgensen chefredaktör. År 2001 blev Rolf Edmund Lund chefredaktör och han innehar fortfarande[när?] posten.  Altaposten ägde den samiska tidningen Áššu fram till tidningen 2008 slog ihop med tidningen Min Áigi och bildade Ávvir vilket är ägd av Altaposten tillsammans med Finnmark Dagblad. Idag driver man förutom att ge ut en papperskopia av tidningen även en nättidning.

## Upplaga
Daglig upplagestorlek genom åren:
| - 1986: 3 520 - 1988: 4 241 - 1990: 4 569 - 1991: 4 827 - 1992: 4 983 - 1993: 5 189 - 1994: 5 067 - 1995: 5 292 - 1996: 5 458 |  | - 1997: 5 461 - 1998: 5 465 - 1999: 5 536 - 2000: 5 754 - 2001: 5 776 - 2002: 5 799 - 2003: 5 877 - 2004: 5 893 - 2005: 5 806 |  | - 2006: 5 676 - 2007: 5 544 - 2008: 5 505 - 2009: 5 515 - 2010: 5 117 - 2011: 4 923 - 2012: 4 729 |